# Burnin' Up (Jessie J)
Burnin' Up è un singolo della cantautrice britannica Jessie J, il secondo estratto dal suo terzo album in studio, Sweet Talker. Pubblicato il 23 settembre 2014, vede la collaborazione del rapper statunitense 2 Chainz.

## Video musicale
Il video musicale è stato diretto da Hannah Lux Davis, ed è stato pubblicato il 8 ottobre 2014 sul profilo ufficiale Vevo di Jessie J su YouTube.

## Tracce
Download digitale
1. Burnin' Up (feat. 2 Chainz) – 3:37

Download digitale (Remixes)
1. Burnin' Up (Don Diablo Remix) – 4:30
2. Burnin' Up (Clinton Sparks Ultra Lounge Remix) – 4:09
3. Burnin' Up (Aero Chord Remix) – 3:44
4. Burnin' Up (KANT Remix Radio Edit) – 3:17
5. Burnin' Up (Gazzo Remix Radio Edit) – 4:14

## Classifiche
| Classifica (2014-15) | Posizione massima |
| -------------------- | ----------------- |
| Australia            | 63                |
| Belgio (Fiandre)     | 44                |
| Canada               | 100               |
| Corea del Sud        | 89                |
| Regno Unito          | 73                |
| Stati Uniti          | 86                |